# Marjorie Wallace
Marjorie Wallace, est une présentatrice de télévision et comédienne américaine, née le 23 janvier 1954 à Indianapolis.
Elle est connue pour avoir été couronnée Miss Monde 1973 à Londres.
Elle est destituée après 104 jours pour avoir eu une liaison alors qu'elle était en couple.
C'est la première Miss Monde à être de nationalité américaine.

## Biographie
Marjorie Wallace a eu une relation avec le sulfureux footballeur George Best. Celui ci déclara d'ailleurs :  "Si j’avais eu le choix entre dribbler cinq joueurs puis marquer un but en pleine lucarne de 40 mètres à Anfield (le stade de Liverpool) et baiser Miss Monde, j’aurais eu du mal à me décider. Par chance, les deux me sont arrivés."

## Filmographie
- 1975 : Baretta
- 1975 : Get Christie Love !
- 1981 : Entertainment Tonight
- 1986 : The Rock'n Roll Evening News